# Ludvig Wacker
Pour les articles homonymes, voir Wacker.
Ludvig Anton Wacker, né le 15 juillet 2000 à Roskilde, est un coureur cycliste danois.

## Biographie
En 2016, Ludvig Wacker est à 16 ans vice-champion du Danemark de poursuite par équipes.
En 2017, il se révèle sur route en remportant au sprint le Grand Prix André Noyelle chez les juniors (moins de 19 ans), l'épreuve étant la première manche de la Coupe des Nations Juniors,. En 2019, il rejoint l'équipe Sunweb Development qui sert de réserve à l'équipe World Tour du même nom. Pour ce faire, il déménage aux Pays-Bas à 18 ans.
Après deux saisons, il choisit en 2021 de retourner au Danemark et poursuit sa carrière avec l'équipe CO Play-Giant. Cependant, un manque de motivation et un rejet de la surmédicalisation dans ce sport, le convainquent d'arrêter sa carrière à 21 ans. Il raconte :  : « J'en ai assez des pilules dans le sport. Ce sont peut-être des pilules légales, mais j'en ai assez des pilules dans le cyclisme et je trouve grotesque que cela doive être si évident »,.

## Palmarès sur route

### Par année
- 2017
  - Grand Prix André Noyelle
  - 4e étape du Youth Tour
- 2018
  -  Champion du Danemark du contre-la-montre par équipes juniors[6]
  - 3e étape du Youth Tour
  - 2e du Youth Tour

### Classements mondiaux
| Année                                 | 2019  |
| ------------------------------------- | ----- |
| Classement mondial                    | 2182e |
| UCI Europe Tour                       |       |
|                                       |       |
| Légende : nc = non classéSource : UCI |       |

## Palmarès sur piste

### Championnats nationaux
- 2016
  - 2e du championnat du Danemark de poursuite par équipes
- 2017
  - 2e du championnat du Danemark de poursuite par équipes juniors
  - 2e du championnat du Danemark du scratch juniors
  - 3e du championnat du Danemark du kilomètre juniors
  - 3e du championnat du Danemark de poursuite juniors
- 2018
  -  Champion du Danemark de poursuite par équipes juniors (avec Frederik Wandahl, Matias Malmberg et Victor Desimpaelaere)